# Slaget ved Lübow
Slaget ved Lübow var et udfald ved portene til Wismar, nær Lübow som en del af det pommerske felttog 1711-1712 under den store nordlige krig og fandt sted den 4. december 1711 mellem danske og svenske styrker. Slaget endte med dansk sejr, men forblev stort set uden konsekvenser.

## Forhistorie
Efter den svenske konge Karl XII. måtte flygte til Det Osmanniske Rige som følge af slaget ved Poltava og blev der, brugte danskerne, der var vendt tilbage til krigen mod Sverige, deres fravær i 1709 til at angribe det svenske hjemland. Men allerede den 10. marts 1710 lykkedes det svenskerne under Magnus Stenbock at drive danskerne tilbage fra Skåne i slaget ved Helsingborg. Endnu et dansk angreb på Sverige det næste år kunne kun komme fra Sjælland. Men der var pesten, som gjorde krigsførelse umulig. I stedet besluttede den danske konge Frederik 4. at flytte sin videre krigsindsats til de svenske besiddelser i Nordtyskland. Det nærmeste mål for dette var Wismar og svenske Pommern.
En dansk hær på 19.000 mand samledes derefter i Holsten og indledte felttoget i juli. Siden den 17. august 1711 blev fæstningen Wismar blokeret af et dansk omringningskorps under generalleutnant Hans Christof von Schönfeld.
I mellemtiden lykkedes det Frederik 4.s allierede, især Augustus den Stærke, at overtale kongen til at fokusere alle anstrengelser på at erobre den mere betydningsfulde fæstning Stralsund. Som følge heraf genoptog den danske hær sin march gennem Mecklenburg mod Svensk Pommern og efterlod kun et svagt observations- og blokadekorps foran Wismar. Denne bestod af to infanteribataljoner, 28 kavaleri- eskadroner og siden 1. oktober under kommando af generalløjtnant Jørgen Rantzau (1652–1713), der allerede havde ledet den invaderende danske hær i slaget ved Helsingborg og brændte for hævn for nederlaget.
Den svenske garnison bestod af 5.000 mand, fordelt på 1 dragonregiment og 4 infanteriregimenter, og blev ledet af den svenske general Martin von Schoultz. Den danske afdeling var i dårlig stand, efter at være blevet reduceret til blot 4000 mand på grund af desertering og sygdom. Generalløjtnant Rantzau svækkede også sine styrker ved at sende yderligere 1000 mand til Rostock og Lübeck for at samle forsyninger. En effektiv og stram blokade var derfor ikke mulig.
Den svenske kommandør Schoultz, som gennem rekognoscering var klar over den danske situation, besluttede nu i denne gunstige situation at angribe den danske lejr, som lå nær Lübow uden for byen Wismar. Til dette sammensatte han en styrke på 2.500 mand, sammensat af seks bataljoner, seks eskadroner og 12 kanoner. Angrebet skulle finde sted natten til den 4. december. Forberedelserne gik dog ikke upåagtet hen, så det lykkedes den danske generalløjtnant Rantzau at sætte sine styrker op i kampformation midt om natten.

## Kampforløb
Klokken 05.00 angreb svenskerne danskernes højre flanke. Stillet over for en svensk talmæssig overlegenhed på dette tidspunkt begyndte danskerne at vakle. Det lykkedes dog danskerne at stabilisere situationen ved at bringe forstærkninger ind på dette truede punkt, så intensiteten af kampene aftog i nogle timer. Samtidig gik svenske dragoner, kort efter fulgt af svensk infanteri, ind i den danske lejr og begyndte at plyndre og ødelægge den. Svensk artilleri begyndte også at skyde ind i lejren og forårsagede ofre blandt deres egne rækker. Det oprindelige angreb på de danske linjer var nu gået i stå. Forvirring og uorden bredte sig også, da bataljonerne gik i opløsning, så den svenske kommandant, Schoultz, besluttede at trække sig tilbage.
Den danske generalløjtnant Rantzau havde i mellemtiden fået overblik over situationen og førte nu et rytterangreb, med sig selv i spidsen, mod svenskernes bagtrop der var på vej tilbage til Wismar. Yderligere danske angreb fandt samtidig sted på de svenske flanker og fronten, således at fæstningsgarnisonens tilbagetog udartede til en uordnet flugt.
Det svenske kavaleri var det første til at flygte og opgav deres eget infanteri og artilleri. Mens to af de svenske infanteriregimenter flygtede meget hurtigt, dannede nogle få af de resterende svenske infanteribataljoner karré til at modstå de danske kavaleriangreb, da de trak sig tilbage. Disse enheder reagerede på danskernes anmodning om overgivelse med skudsalver. Trods den opretholdte disciplin kunne dette ikke ændre deres skæbne, så formationerne bogstaveligt talt blev nedlagt af det danske rytteri, og der opstod et frygteligt blodbad blandt svenskerne, som stadig ikke ønskede at overgive sig.
Af hele det svenske infanteri nåede kun 29 mand, ifølge andre kilder 87 mand, tilbage til fæstningen, resten af vejen tilbage var afskåret. Den svenske kommandør Schoultz var kun i stand til at nå fæstningen med stort besvær.
I dette katastrofale møde mistede svenskerne 478 døde og 1.904 fanger, hvoraf 500 blev såret. Danskerne sendte de alvorligt sårede tilbage til Wismar, fordi de ikke selv kunne pleje dem. Det svenske artilleri, bestående af 12 kanoner, overgik også på danske hænder. Svenskerne stod kun tilbage med 450 egnede mænd i Wismar, som ikke var nok til at bemande de vigtigste værker. Danskerne havde derimod lidt 279 døde og sårede.

## Følgerne
Trods denne sejr lykkedes det ikke danskerne at erobre Wismar på grund af manglende artilleri. Et bombardement af Wismar, som fandt sted fra 29. december til 2. januar varede, bragte ingen succes for danskerne. Danskerne manglede også infanteri til at storme brecherne. Desuden modtog fæstningen forstærkninger fra et svensk regiment hentet fra havet. Den 19. januar 1712 marcherede den danske hær, efter at have opgivet belejringen af Stralsund, tilbage syd for Wismar til Holsten, og fik selskab af det danske belejringskorps under Rantzau.